# Deadlight
Deadlight è un videogioco a piattaforme survival horror per Xbox 360 e Microsoft Windows sviluppato dalla Tequila Works e pubblicato dalla Microsoft Studios.

## Trama
Il personaggio principale della storia è Randall Wayne, che deve sopravvivere insieme alla moglie, alla figlia e ad un piccolo gruppetto di sopravvissuti, in un mondo distrutto da un'epidemia che ha trasformato la maggior parte della popolazione in zombie (nel gioco chiamate «Ombre»). Il gruppo deve viaggiare dalla propria casa in Canada sino a Seattle, nello stato di Washington, nella speranza di trovare un posto sicuro per i sopravvissuti. Nel viaggio, però, dovranno affrontare la terribile minaccia rappresentata dagli zombie.